# عمیقاً (فیلم)
عمیقاً (به انگلیسی: Deeply) فیلمی محصول سال ۲۰۰۰ و به کارگردانی شری الوود است. در این فیلم بازیگرانی همچون جولیا برندلر، کیرستن دانست، لین ردگریو، ترنت فورد، آلبرتا واتسون، دانیل برول ایفای نقش کرده‌اند.